# San Bartolomé Yucuañe
San Bartolomé Yucuañe es una localidad del estado mexicano de Oaxaca. Es cabecera del municipio de San Bartolomé Yucuañe.

## Demografía
| Censo | Población |
| ----- | --------- |
| 1900  | 1559      |
| 1910  | 1599      |
| 1921  | 1121      |
| 1930  | 1260      |
| 1940  | 1300      |
| 1950  | 1082      |
| 1960  | 990       |
| 1970  | 775       |
| 1980  | 597       |
| 1990  | 575       |
| 1995  | 541       |
| 2000  | 493       |
| 2005  | 363       |
| 2010  | 386       |
| 2020  | 709       |